# هارون أوكونور
هارون أوكونور (بالإنجليزية: Aaron O'Connor)‏ (9 أغسطس 1983 بنوتنغهام في المملكة المتحدة - ) هو لاعب كرة قدم بريطاني في مركز الهجوم. لعب مع روشدين ودايموندز وستيفيناغ بوروه وسكونثورب يونايتد وفوريست غرين ونادي لوتون تاون ونيوبورت كونتي وIlkeston F.C. ‏ وGresley Rovers F.C. ‏ ونادي مانسفيلد تاون ونونيتون بورو ‏ وإيكستون تاون ‏ وغرايز أتلاتيك ‏.

## وصلات خارجية
- هارون أوكونور على موقع قاعدة بيانات كرة القدم.إي يو (الإنجليزية)
- هارون أوكونور على موقع Soccerbase.com (لاعب) (الإنجليزية)
- هارون أوكونور على موقع Soccerway.com (الإنجليزية)